# Jaqueline Silva
Jaqueline Louise Cruz "Jackie" Silva (Rio de Janeiro, 13 de fevereiro de 1962) é uma ex-jogadora de voleibol brasileira, campeã olímpica em 1996 no vôlei de praia. Foi Atleta do Flamengo, clube pelo qual conquistou o Campeonato sul-americano de clubes em 1981.

## Carreira

### Voleibol de quadra
Jaqueline Silva notabilizou-se no cenário esportivo ao conquistar a medalha de bronze nos Jogos Pan-Americanos de 1979, realizados em San Juan, Porto Rico. A sua jornada de destaque continuou quando atuou como levantadora titular da seleção brasileira de vôlei nos Jogos Olímpicos de Moscou em 1980 e de Los Angeles em 1984, sendo nesta última ocasião reconhecida como a melhor levantadora dos jogos. Sua carreira, marcada por êxitos tanto no vôlei carioca quanto no brasileiro, teve início aos 14 anos, quando Jaqueline ingressou na seleção principal do Brasil, evidenciando seu precoce talento.
Caracterizada por um temperamento determinado e por vezes envolvida em atitudes controversas, Jaqueline destacou-se também como uma liderança influente, sempre engajada na defesa de seus direitos enquanto mulher e atleta. Sua postura assertiva ficou evidente em diversas ocasiões, particularmente em conflitos com dirigentes da Confederação Brasileira de Voleibol. Um dos episódios mais emblemáticos foi sua recusa em vestir o uniforme oficial da seleção, que ostentava o nome do patrocinador, sem que houvesse compensação financeira para os atletas. Tal atitude, embora vista à época como um gesto de rebeldia por uma "menina rebelde", prenunciou o movimento em direção ao profissionalismo nos esportes olímpicos, marcando Jaqueline como uma pioneira na luta por reconhecimento e direitos dos atletas.

### Vôlei de praia
Durante os anos 1980, deixou o Brasil e foi jogar na Europa e na América do Norte, onde começou a participar do vôlei de praia, ou beach volley, então um esporte que virava uma febre. Acabou tornando-se a melhor jogadora de praia dos Estados Unidos - onde virou para os fãs norte-americanos, Jackie Silva, a Rainha da Praia - ganhando inúmeros torneios e conquistando o primeiro lugar no ranking mundial.
No começo dos anos 1990, a então considerada melhor jogadora de vôlei de praia do mundo pelas próprias adversárias, formou parceria com a também carioca Sandra Pires e venceram juntas praticamente todos os torneios dos quais participaram no Brasil e nos EUA.
Foi por duas vezes campeã do Circuito Brasileiro de Vôlei de Praia. O primeiro título veio em 1991 com Jackie formando dupla com Isabel e o segundo título é o de 1995, com Sandra Pires como sua parceira.
Sua consagração definitiva como atleta aconteceu então nos Jogos de Atlanta em 1996, na estreia como esporte olímpico do vôlei de praia, quando ela e sua parceira Sandra Pires tornaram-se as primeiras mulheres brasileiras a conquistarem uma medalha de ouro olímpica em 100 anos de Olimpíadas. Nas Olimpíadas em questão, houve a participação de um total de 10.500 atletas, dos quais 3.700, equivalendo a um terço do total, eram do sexo feminino. Dentre os representantes do Brasil, houve a presença de 220 atletas, e desses, 70 eram mulheres . Foi a primeira vez, em 76 temporadas, que o Brasil levava duas medalhas de ouro em uma mesma Olimpíada, o ouro com Jacqueline Silva e Sandra Pires, e Mônica Rodrigues e Adriana Samuel com a prata.

### Aposentadoria
Jacqueline encerrou sua carreira como jogadora profissional. Mesmo não competindo, continua envolvida com o esporte. Dedica-se como treinadora e coordenadora do Jackie Volleyball Club e da sua empresa de marketing esportivo, realizando palestras, clínicas e eventos. Ministrou oficina na COB Expo, em 2023.
Também se dedica ao ensino em suas escolinhas para crianças e ao desenvolvimento de projetos esportivos para comunidades menos favorecidas. Jackie integra o projeto Atletas Inteligentes, incentivando jovens atletas a permanecerem na escola. Com isso, recebeu o prêmio de campeã pelo esporte da Unesco.
Em 2023, organizou o Festival Jackie Vôley de Praia LGBTQIA+, evento ocorrido no Rio de Janeiro com o objetivo de promover a "igualdade, diversidade e inclusão através do esporte". O evento contou com patrocínio do Ministério do Esporte, da Prefeitura do Rio de Janeiro, apoio da Unesco, e de outros órgãos.

## Dificuldades na carreira
Após os Jogos Olímpicos de Los Angeles, Jacqueline, eleita a melhor levantadora de 1984, voltou ao Brasil e, um ano depois, resolveu desafiar a falta de voz que os atletas enfrentavam na época. Ela explicou: "O esporte no Brasil naquela época era muito rígido, controlado principalmente por homens. Os atletas tinham pouca margem para expressar opiniões." Mesmo diante dessas adversidades, Jacqueline se sentiu impelida a lutar por mudanças .
Ela acrescentou: "Não sei exatamente de onde veio essa iniciativa de protestar e buscar mudanças em uma época tão desfavorável para novas ideias. Talvez tenha sido porque eu não me sentia confortável em aceitar as condições impostas e a falta de liberdade para se expressar ."
Jacqueline desafiou Carlos Arthur Nuzman em um confronto direto, porém, acabou perdendo. Ela não recebeu apoio de suas colegas de equipe e, sem perspectivas, teve que se reinventar. Jacqueline explicou: "Eu não esperava que elas me apoiassem. Não estava tentando iniciar uma revolução. Eu não fui com a mentalidade de 'vamos todas juntas', embora soubesse que muitas pensavam da mesma forma. Eu senti que ele me cortou e isso me deixou muito sensibilizada e triste. Entrei em depressão, principalmente porque não consegui mais encontrar clubes que me contratasse."
Foi só depois disso que a atleta teve um novo olhar e chances para o esporte nos Estados Unidos .

## Temporada na Europa
Ela jogou vôlei de quadra profissional na Itália em 1986 e 1987, devido à falta de oportunidades financeiras na Califórnia. Jacqueline também ajudou a fundar a primeira associação profissional de vôlei de praia feminino, a "Women Professional Volleyball Association". Ela conciliou temporadas na Europa e na Califórnia, contribuindo para a organização desse novo esporte nos Estados Unidos, que posteriormente se tornaria uma tendência global nos anos 90 .
Jackie Silva foi pioneira no vôlei de praia nos Estados Unidos, introduzindo mudanças significativas no jogo, como a adoção do bloqueio pelas mulheres, toques na levantada e o saque viagem. Ela desempenhou um papel fundamental na transformação da maneira como as mulheres atuavam nas quadras e na evolução da modalidade .

## Vida pessoal
Em 2014, Jackie se casou com a bailarina Amália Lima.

## A importância na luta da igualdade de gênero
Em 1985, os membros do time masculino já estavam sendo beneficiados com apoio financeiro, ao passo que a equipe feminina não desfrutava dessa mesma assistência, mesmo que a Seleção já ostentasse um patrocinador em seu uniforme. Nesse contexto específico, a equipe feminina se reuniu na cidade do Rio de Janeiro para um treinamento que viria a ter um impacto profundo na vida de Jacqueline. O ponto de partida para essa mudança foi o uniforme da equipe. Naquela época, os jogadores do time masculino já desfrutavam de apoio financeiro, enquanto as jogadoras da equipe feminina não tinham a mesma vantagem, apesar de a Seleção já contar com um patrocinador em seu uniforme .
Ela também lutou pela possibilidade da seleção receber uma ajuda de custo para pagar transporte ou outros gastos para frequentar a seleção brasileira .

## Honrarias
- Hall da Fama do Voleibol - 2006[15]
- Prêmio de campeã pelo esporte da Unesco.[13]